# Windflöte
Windflöte, im örtlichen Sprachgebrauch auch Die Windflöte, ist ein Ortsteil im Stadtbezirk Senne der kreisfreien Stadt Bielefeld in Nordrhein-Westfalen.

## Geographie

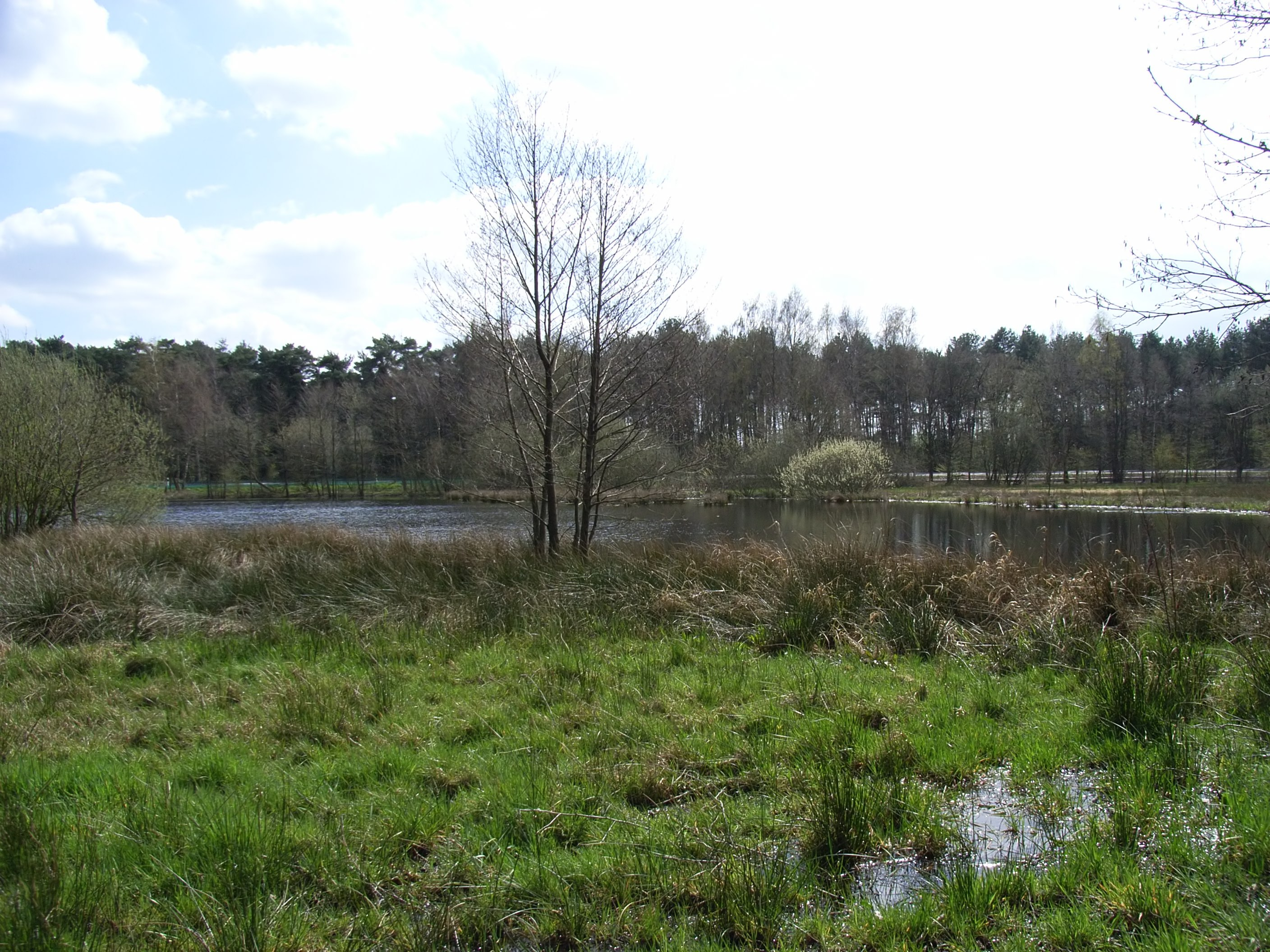
Kampeters Kolk

Die Stadt Bielefeld ist unterhalb der zehn Bezirke nicht weiter in administrative oder politische Einheiten gegliedert. Stadtteile sind in Bielefeld daher nur informelle Teilgebiete, deren Abgrenzung sich meist auf das Gebiet einer Altgemeinde bezieht. Windflöte war jedoch nie eine eigene Gemeinde, was die genaue Abgrenzung erschwert. Zu statistischen Zwecken ist Bielefeld jedoch in 72 „statistische Bezirke“ eingeteilt. Der informelle Stadtteil Windflöte entspricht dabei in etwa dem statistischen Bezirk Windflöte.
Windflöte ist neben Windelsbleiche und Buschkamp einer der drei Siedlungsschwerpunkte des Stadtbezirks Senne und liegt am südlichen Rand des Bielefelder Stadtgebiets in direkter Nachbarschaft zum Gütersloher Stadtteil Friedrichsdorf. Fließgewässer im Ortsteil sind der Reiherbach, der Toppmannsbach, der Bekelbach und der Röhrbach. Stehende Gewässer sind Kampeters Kolk und mehrere Teiche der Rieselfelder Windel.

## Geschichte
Der Ortsteil verdankt seinen Namen vermutlich den durch den hier häufig vorkommenden starken Nordwestwind verursachten Geräuschen. Im Gebiet des Ortsteils, der seit jeher zur Gemeinde Senne I im Kreis Bielefeld gehörte, existierten früher nur Einzelhöfe, aber kein eigentlicher Dorfkern. In den 1920er- und 1930er-Jahren entstanden in Windflöte erste einzelne Wohnhäuser. Die planmäßige Errichtung eines geschlossenen Wohngebiets, ausgelöst durch die allgemeine Wohnungsnot der Nachkriegsjahre, begann 1949 am heutigen Erikaweg. Unter der Regie der „Gemeinnützigen Siedlungs- und Wohnungsbaugesellschaft Senne“ (GSWG) folgten 1950 die ersten genossenschaftlichen Wohnbauten an der Lippstädter Straße. In den folgenden Jahren dehnte sich das Wohngebiet rasch aus. Zunächst wurden der neu geschaffene Wohnraum Flüchtlingen und Vertriebenen zur Verfügung gestellt.
In den 1960er- und 1970er-Jahren entstanden als städtebauliche Dominanten zwei acht- bzw. zehngeschossige Hochhäuser. Seit 1973 gehört Windflöte zur Stadt Bielefeld.

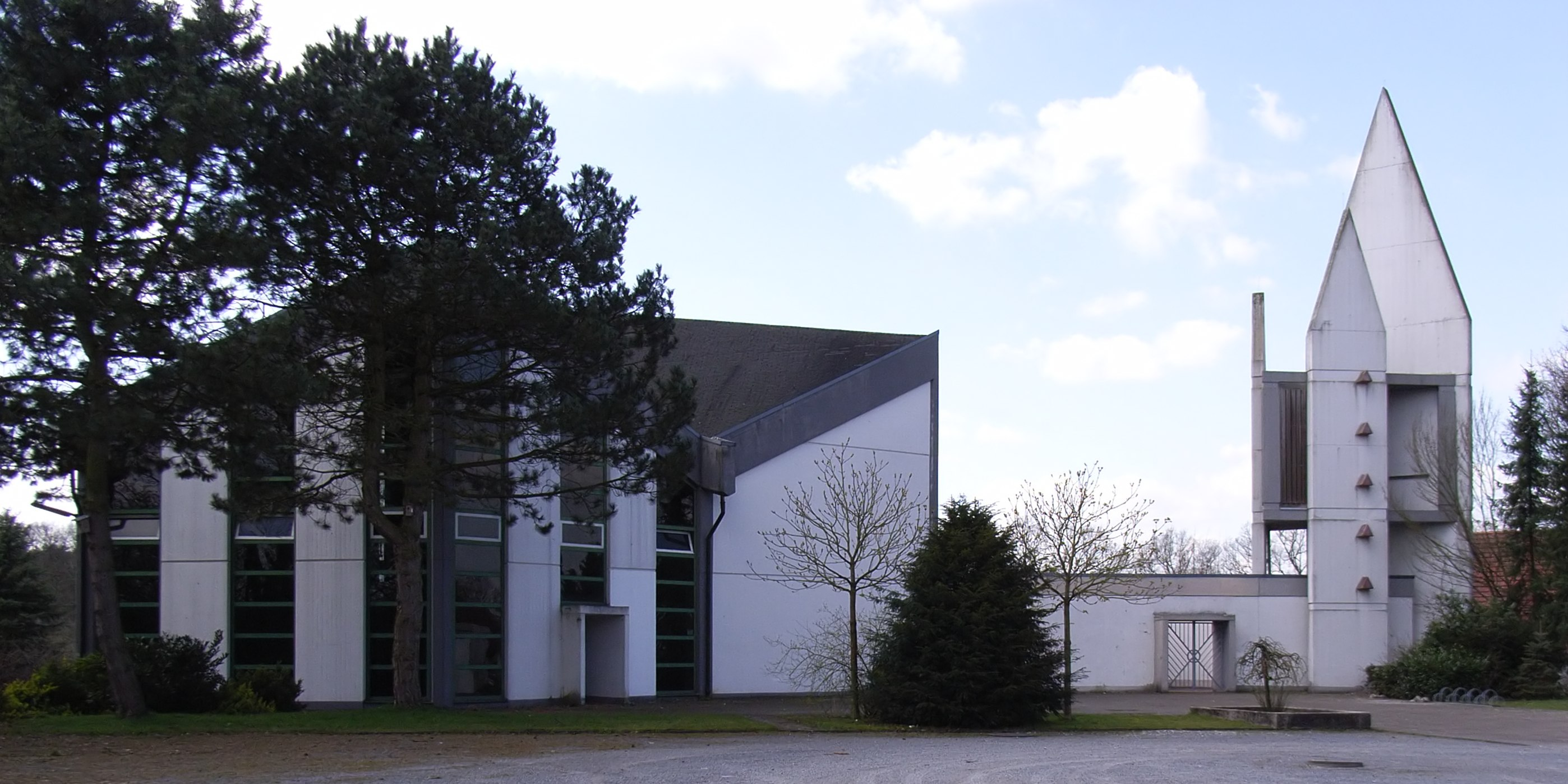
Die 2008 abgerissene Johanneskirche

## Religionen
Die evangelischen Christen in Windflöte gehören zur Emmaus-Kirchengemeinde mit der Lutherkirche am Tulpenweg, während die Katholiken zur St. Bartholomäus-Gemeinde gehören. Die 1970 erbaute katholische St. Johanneskirche wurde im April 2008 wegen Baufälligkeit abgerissen.

## Verkehr
Die A 33 führt nah am Siedlungskern von Windflöte vorbei. An der Buschkampstraße zwischen Windflöte und Windelsbleiche liegt die Anschlussstelle Bielefeld-Senne.
Im öffentlichen Nahverkehr wird Windflöte wird durch die Buslinie 94 erschlossen, die von Brackwede über Windelsbleiche, Windflöte und Friedrichsdorf nach Gütersloh führt.